# Автомагистраль D8 (Чехия)
Автомагистраль D8 (чеш. Dálnice D8), Дрезденская автомагистраль (чеш. Drážďanská dálnice), ранее также Теплицкая автомагистраль (чеш. Teplická dálnice) — чешская магистральная автомобильная дорога, которая соединяет Прагу с городами Теплице, Усти-над-Лабем и Дрезден. Длина дороги составляет 92,2 км. Часть европейского автомобильного маршрута E 55.

## История
Впервые, план строительства автомагистрали между Берлином и Прагой возник в октябре 1938, вскоре после подписания Мюнхенских соглашений. Строительство, так и не началось, поскольку приоритет был отдан параллельно идущей экстерриториальной автомагистрали Вена—Вроцлав.
Дорога снова появилась в планах 1963 года. В 1968—1971 гг. проходили переговоры с ГДР относительно трассы автомагистрали, которая должна была соединить два государства, однако и после этого строительство не началось.
Первым построенным участком дороги стал участок Ржегловице—Трмице (строительство в 1984—1990). Этот участок был связан с четырёхполосным участком дороги II/613, который в 1997 году был переименован в скоростную дорогу R63, а от 1.1.2016 стал дорогой первого класса 63. Эти два участка соединили города Теплице и Усти-над-Лабем, связь между которыми должна была прерваться после планировавшейся ликвидации дороги 13, на месте которой должен был возникнуть угольный карьер (эти планы, однако, не были осуществлены).
Основное строительство развернулось в 1990-е годы и к 2001 году был полностью готов участок Прага—Ловосице. Во время наводнения 2002 года, пострадал мост через Влтаву, проезд через который был ограничен на несколько лет из-за ремонтных работ. В конце 2006 года был открыт участок от Усти-над-Лабем (Трмице) к государственной границе с Германией. С немецкой стороны был построен совместный пост паспортного контроля, который был ликвидирован через год.
В 2007 году началось строительство последнего участка Ловосице—Ржегловице. Строительство несколько раз останавливалось из-за споров о влиянии на окружающую среду. В 2012 году была открыта часть Ловосице—Билинка.
Автомагистраль серьезно пострадала при наводнении в июне 2013. Как и в 2002 году пострадал мост через Влтаву (на этот раз, не так сильно), однако главной проблемой стал оползень, который 7 июня уничтожил часть почти построенного участка Билинка—Ржегловице. Ликвидация последствий оползня заняла более трех лет и 17 декабря 2016 года последний участок был открыт. Однако, в связи с тем, что грунт в районе оползня по-прежнему оставался нестабильным, движение на працковицкой эстакаде было ограничено — для движения в обоих направлениях используется лишь западная половина эстакады. Это ограничение было отменено с сентября 2017 года. Дальнейшие работы по укреплению (и соответственно, закрытие одной половины эстакады) планируется начать весной 2018 года.

## Маршрут

### Описание маршрута
Дорога начинается в Среднечешском крае переходом из Просецкой радиальной дороги рядом со съездом Здибы. После завершения автомагистрали D0, начало автомагистрали планируется перенести в сторону Праги на пересечение с ней, приблизительно в районе административной границы между Прагой и Среднечешским краем (общая длина магистрали бы в таком случае увеличилась на 2,25 км). Автомагистраль на всем протяжении является частью европейского маршрута E 55. На 17 км дорога пересекает Влтаву, а на 24 км входит в Устецкий край.
Вскоре после этого, дорога обходит с западной стороны гору Ржип, один из важнейших символов чешской мифологии, а затем город Роуднице-над-Лабем. Далее, на 37 км, находится мост через реку Огрже. Далее магистраль ведет через Чешские срединные горы, обходя с запада Ловосице. Небольшой участок проходит долиной реки Эльба, выходя из неё через Працковицкий тоннель, а затем между городами Теплице (с которым соединена дорогой 63) и Усти-над-Лабем. Между съездом на 63 и съездом на 613 по дороге проходит Европейский маршрут E 442. Далее дорога проходит под Наклержовским перевалом (в тоннеле Паненска), пересекает ручей Гранични, по которому проходит граница Чехии и Германии и продолжается как немецкая автомагистраль A17.